# Leo Kanner
Leo Kanner (ur. 13 czerwca 1894 w Klekotowie, zm. 3 kwietnia 1981 w Sykesville) – amerykański lekarz psychiatra, pochodzenia żydowskiego, twórca psychiatrii dziecięcej.

## Życiorys
Studiował medycynę na Uniwersytecie Fryderyka Wilhelma w Berlinie. Studia rozpoczął w 1913 roku, był zmuszony je przerwać z powodu służby wojskowej w austriackiej armii podczas I wojny światowej, dyplom lekarza otrzymał w 1921.
W 1924 emigrował do Stanów Zjednoczonych. Został wtedy asystentem w szpitalu stanowym w hrabstwie Yankton w Dakocie Południowej. W 1930 Adolf Meyer i Edwards A. Park zaproponowali mu utworzenie oddziału psychiatrii dziecięcej w Johns Hopkins Hospital. W 1933 otrzymał tytuł profesora. Na emeryturę przeszedł w 1959 roku.
Jego podręcznik Child Psychiatry z 1935 uznawany jest za pierwszą książkę w języku angielskim poświęconą psychiatrii dziecięcej. Artykuł Kannera z 1943 roku wraz z niezależnie napisaną publikacją Hansa Aspergera z roku 1944, zapoczątkowały badania nad autyzmem. Kanner w pracy Autistic Disturbances of Affective Contact opisał przypadki jedenaściorga fizycznie zdrowych dzieci (w wieku do 2 do 8 lat), które jednak żyły całkowicie wyizolowane od społeczeństwa, we własnym zamkniętym świecie. Nie szukały kontaktu ani z rówieśnikami ani z rodzicami, nawet z matką.
Od 1971 do 1974 był redaktorem „Journal of Autism and Developmental Disorders”, początkowo wydawanego pod tytułem „Journal of Autism and Childhood Schizophrenia”.

## Prace
- Child Psychiatry.  Springfield, Illinois/Baltimore: Charles C. Thomas 1935.
- Child Psychiatry. Oxford: Blackwell Scientific Publications, 1948
- Child Psychiatry. Springfield, Illinois: Charles C. Thomas, 1957
- Autistic disturbances of affective contact. „Nerv Child”. 2, s. 217–250, 1943. Reprint. „Acta Paedopsychiatr”. 35 (4), s. 100–136, 1968. PMID: 4880460.
- Irrelevant and metaphorical language in early infantile autism (1946)
- A history of the care and study of the mentally retarded. Springfield, Illinois, Charles. C. Thomas 1964
- Follow-up study of eleven autistic children originally reported in 1943. 1971.
- Child Psychiatry. 4th edition. Springfield, Illinois Charles C. Thomas 1972
- Childhood Psychosis: Initial Studies and New Insights. 1973.
- Folklore of the Teeth. Detroit: Singing Tree Press, 1968